# Tweede klasse 1973-74 (voetbal België)
Het seizoen 1973/74 van de Belgische Tweede Klasse ging van start in september 1973 en eindigde in mei 1974. De competitie werd gewonnen door ROC Montignies-sur-Sambre.
Omwille van een uitbreiding van het aantal clubs in Eerste Klasse promoveerden er dit seizoen in totaal vijf clubs. R. Charleroi SC eindigde pas 14e, maar om aan 20 clubs in Eerste Klasse te komen werd besloten een extra promovendus aan te duiden. De Profliga besliste dat R. Charleroi SC het meest geschikt was om te integreren in het profvoetbal.

## Gedegradeerde teams
Deze teams waren gedegradeerd uit de Eerste Klasse voor de start van het seizoen:
- R. Crossing Club de Schaerbeek
- R. Union Saint-Gilloise

## Gepromoveerde teams
Deze teams promoveerden uit de Derde Klasse:
- K. Olse Merksem SC (kampioen in Derde Klasse A)
- AS Oostende KM (kampioen in Derde Klasse B)
- KV Kortrijk (winnaar eindronde)

## Promoverende teams
Deze teams promoveerden naar Eerste Klasse op het eind van het seizoen:
- ROC de Montignies-sur-Sambre (kampioen)
- AS Oostende KM (tweede)
- KSC Lokeren (derde)
- KFC Winterslag (runner-up eindronde)
- R. Charleroi SC (extra promovendus)

## Degraderende teams
Deze teams degradeerden naar Derde Klasse op het eind van het seizoen:
- K. Sint-Niklase SK
- KAA Gent

## Eindstand
|   |    |                                | P  | W  | G  | V  | +  | -  | DS  | Ptn |
| - | -- | ------------------------------ | -- | -- | -- | -- | -- | -- | --- | --- |
| K | 1  | ROC de Montignies-sur-Sambre   | 30 | 17 | 7  | 6  | 58 | 33 | 25  | 41  |
| P | 2  | AS Oostende KM                 | 30 | 13 | 11 | 6  | 50 | 27 | 23  | 37  |
| P | 3  | KSC Lokeren                    | 30 | 14 | 8  | 8  | 43 | 37 | 6   | 36  |
| E | 4  | AS Eupen                       | 30 | 12 | 10 | 8  | 56 | 39 | 17  | 34  |
| E | 5  | KFC Winterslag                 | 30 | 11 | 12 | 7  | 29 | 26 | 3   | 34  |
|   | 6  | KRC Mechelen                   | 30 | 10 | 13 | 7  | 47 | 37 | 10  | 33  |
|   | 7  | KSK Tongeren                   | 30 | 9  | 13 | 8  | 34 | 36 | -2  | 31  |
|   | 8  | K. Boom FC                     | 30 | 9  | 12 | 9  | 37 | 42 | -5  | 30  |
|   | 9  | KFC Turnhout                   | 30 | 7  | 16 | 7  | 36 | 33 | 3   | 30  |
|   | 10 | K. Olse Merksem SC             | 30 | 10 | 9  | 11 | 43 | 45 | -2  | 29  |
|   | 11 | KV Kortrijk                    | 30 | 9  | 11 | 10 | 40 | 35 | 5   | 29  |
|   | 12 | R. Crossing Club de Schaerbeek | 30 | 8  | 10 | 12 | 37 | 48 | -11 | 26  |
|   | 13 | R. Union Saint-Gilloise        | 30 | 6  | 14 | 10 | 31 | 36 | -5  | 26  |
| P | 14 | R. Charleroi SC                | 30 | 6  | 14 | 10 | 34 | 39 | -5  | 26  |
| D | 15 | K. Sint-Niklase SK             | 30 | 5  | 10 | 15 | 22 | 55 | -33 | 20  |
| D | 16 | KAA Gent                       | 30 | 4  | 10 | 16 | 30 | 59 | -29 | 18  |

## Eindronde voor promotie
De clubs die 4e en 5e eindigden, AS Eupen en KFC Winterslag namen het in de eindronde op tegen K. Lierse SK en K. Sint-Truidense VV, die respectievelijk voorlaatste en laatste werden in Eerste Klasse. De eerste twee geklasseerde clubs zouden promoveren en/of het behoud afdwingen. K. Lierse SK eindigde eerste en bleef in Eerste Klasse. KFC Winterslag promoveerde als tweede.
|   |   |                      | P | W | G | V | +  | -  | DS  | Ptn |
| - | - | -------------------- | - | - | - | - | -- | -- | --- | --- |
| B | 1 | K. Lierse SK         | 6 | 3 | 3 | 0 | 11 | 3  | 8   | 9   |
| P | 2 | KFC Winterslag       | 6 | 2 | 4 | 0 | 8  | 3  | 5   | 8   |
| D | 3 | K. Sint-Truidense VV | 6 | 2 | 3 | 1 | 7  | 7  | 0   | 7   |
|   | 4 | AS Eupen             | 6 | 0 | 0 | 6 | 3  | 16 | -13 | 0   |

B: behoud in Eerste klasse; D: degradatie naar Tweede klasse; P: promotie naar Eerste klasse
De officiële benamingen van deze competitie luidden achtereenvolgens Bevordering (van 1909 tot 1926), Eerste Afdeling (van 1926 tot 1952), Tweede Klasse (van 1952 tot 2016). 
In 2016 werd de Tweede Klasse opgeheven en vervangen door Eerste klasse B en Eerste klasse Amateurs.
Nationaal voetbal · Regionaal voetbal · Provinciaal voetbal · KBVB · Nationaal voetbalelftal · Nationaal dameselftal
Belgisch nationaal voetbal
Eerste klasse A · Eerste klasse B · Eerste nationale · Beker van België · Belgische Supercup
Super League · Eerste klasse (vrouwen) · Tweede klasse (vrouwen) · Beker van België (vrouwen) · Belgische Supercup (vrouwen)